# Rhynchagrotis belfragei
Rhynchagrotis belfragei là một loài bướm đêm trong họ Noctuidae.